# Agostino Bernasconi
Agostino Bernasconi (* 13. Oktober 1914 in Muzzano; † 28. Juni 1951 in Rivera) war ein Schweizer Politiker (CVP). Er war Tessiner Grossrat und Staatsrat.

## Leben
Bernasconi wurde als Sohn des Tapezierers Luigi Bernasconi und der Teresa geb. Guggiari geboren. Er besuchte das Gymnasium in Lugano und war danach in einer Druckerei tätig. Ab 1934 arbeitete er für die Guardia Luigi Rossi, eine Jugendorganisation der Tessiner konservativen Partei (heutige CVP).
Im Jahr 1935 trat er der Christlichdemokratischen Volkspartei im Tessin bei, deren Regionalsekretär er für die Region Lugano wurde. Er war stellvertretender Gemeindepräsident und Gemeindeschreiber von Muzzano, von 1944 bis 1947 Gemeinderat der Stadt Lugano, von 1941 bis 1947 Tessiner Grossrat und von 1947 bis 1951 Staatsrat. Dort leitete er das Gesundheits- und Militärdepartement und das Departement für Finanz- und Materialkontrolle. Zudem war er im Jahr 1949 Präsident des Staatsrates.
Im Jahr 1951 wurde er zwar wiedergewählt, starb jedoch im Juni desselben Jahres durch einen Verkehrsunfall auf dem Weg zum Pass des Monte Ceneris.